# Expedit Duran i Fernández
Expedit Duran i Fernández (Alájar, Huelva, 20 de maig de 1904 – Caracas, 16 de desembre de 1974) fou un xofer i polític català.

## Biografia
Provinent d'Elda, on exercí com a professor racionalista coincidint amb Vicente Galindo Cortés (dit Fontaura), va arribar a la demarcació de Girona en temps de la Segona República. Ràpidament s'integrà en els moviments llibertaris de Salt, on va ser professor de l'Escola Racionalista. Militant i dirigent de la CNT-FAI, va tenir una participació activa tant en els fets del 6 d'octubre de 1934 com en els del 19 de juliol de 1936. A partir de llavors, durant la Guerra Civil, desenvolupà un paper destacat a Girona: hi va presidir el Comité Executiu Antifeixista (juliol-octubre 1936), que es va superposar i assumir una part important de les funcions de l'Ajuntament; i el Consell Municipal de la ciutat com a alcalde (9 d'octubre 1936 - 27 de maig 1937). Arran dels Fets de Maig, però, es va veure forçat a abandonar l'alcaldia, i no trigaria a marxar de l'Ajuntament. Va ser vocal de la secció gironina del Consell de l'Escola Nova Unificada. L'any 1939 es va exiliar, primer a França i després a Mèxic.